# Набутов, Виктор Сергеевич
Виктор Сергеевич Набутов (28 марта (10 апреля) 1917, Петроград, Российская империя — 19 июня 1973, Ленинград, РСФСР, СССР) — советский футболист (вратарь), впоследствии — радио- и телекомментатор.

## Биография
Родился 28 марта (10 апреля) 1917 года в Петрограде (ныне — Санкт-Петербург). С детства занимался спортом, играл в теннис, баскетбол, бильярд. Выступал за сборные Ленинграда по футболу, баскетболу, волейболу, хоккею с мячом и лёгкой атлетике. В 17 лет получил звание мастера спорта по волейболу.
После убийства Кирова семья Набутовых была сослана в Оренбург, а глава семейства Сергей Григорьевич был расстрелян по ложному обвинению. В 1936 году Набутов был вызволен из ссылки руководителями спортобщества «Динамо», и в 1937 году играл в чемпионате СССР по футболу за ленинградское «Динамо». В 1938—1939 годах Набутов выступал за команду «Электрик», с которой вышел в финал Кубка СССР в 1938 году.
В 1940 году Набутов вернулся в «Динамо», где отыграл ещё один, предвоенный сезон. Ещё до Великой Отечественной войны окончил с отличием Ленинградский электротехнический институт. С началом Великой Отечественной войны ушёл на фронт, командовал бронекатером, воевал на Ораниенбаумском плацдарме. 31 мая 1942 года участвовал в «блокадном матче» между «Динамо» и командой Металлического завода, проходившем на стадионе «Динамо».
После войны Набутов вернулся в «Динамо» и играл там до 1948 года. В 1948 году, закончив играть из-за травмы, начал работать комментатором. Сначала он вёл футбольные радиорепортажи, а с появлением телевидения стал телекомментатором. В 1954 году сыграл эпизодическую роль комментатора в фильме «Запасной игрок».
В начале 1950-х годов Набутов записал цикл блатных песен. Записи стали распространяться, и дело дошло до суда. Набутов был оправдан, но уволен с работы. Впоследствии он снова стал комментировать матчи, но в 1967 году был вновь отстранён от микрофона после сообщения о перебоях с финансированием строительства дворца спорта «Юбилейный».
Погиб 19 июня 1973 года в Ленинграде на 57-м году жизни, подавившись шашлыком в бане.
Похоронен на Серафимовском кладбище (16 уч.).

## Память
- 19 июня 2003 года в Санкт-Петербурге в день 30-летия гибели на стене дома № 3 по Пушкинской улице открыта мемориальная доска в честь Виктора Набутова[3].
- Имя присвоено скверу на Крестовском острове у пересечения Кемской и Динамовской улиц[4].

## Семья
Отец — Сергей Григорьевич Набутов, расстрелян в 1937 году.
Жена Светлана Мефодьевна Тихая (1925—2011) — радиожурналист, редактор, музыковед. Сын Кирилл (род. 1957) — спортивный комментатор, телевизионный журналист, продюсер. Внуки Виктор и Пётр.

## Достижения
- Финалист кубка СССР 1938

## Фильмография
1. 1954 — Запасной игрок — комментатор
2. 1967 — День солнца и дождя — учитель физкультуры